# Cottonia
Cottonia  (лат.) — монотипный род однодольных растений семейства Орхидные (Orchidaceae). Представлен единственным видом Cottonia peduncularis.

## Систематика
Единственный вид впервые описан в 1833 году Джоном Линдли под таксономическим названием Vanda peduncularis. Был перенесён в состав нового рода в 1851 (1855?) году Робертом Уайтом, а под текущим таксономическим именем описан в 1857 году немецким ботаником Генрихом Густавом Райхенбахом.

## Распространение, описание
Распространён в Шри-Ланке и Индии, на высоте 300—600 метров над уровнем моря.
Крупное теплолюбивое эпифитное растение с длинным стеблем, несущим большое количество кожистых линейных листьев. Соцветие кистевидное. Цветки с последовательным расположением, размером 2,5 см, с неприятным запахом. Цветёт летом и осенью.

## Синонимика
Cottonia peduncularis имеет следующие синонимичные названия:
- Cottonia macrostachya Wight
- Vanda bicaudata Thwaites
- Vanda peduncularis Lindl. basionym